# Тёрнер, Генри Хьюберт
Генри Хьюберт Тёрнер (англ. Henry Hubert Turner, 28 августа 1892, Гаррисберг — 4 августа 1970, Оклахома-Сити) — американский эндокринолог, один из основателей современной эндокринологии, известный тем, что в 1938 году на ежегодном собрании Ассоциации по изучению внутренней секреции опубликовал описание синдрома Шерешевского — Тёрнера.

## Биография

### Ранние годы и образование
Генри родился 28 августа 1892 года в Гаррисберге, штат Иллинойс, США. Отец — Джон Уильям Тёрнер, мать — Элис (Роуз) Тёрнер.
В 1921 году окончил Медицинскую школу Луисвиллского университета, штат Кентукки. Прошёл обучение в аспирантуре в США, Вене и Лондоне.

### Карьера
С 1924 года Генри был консультантом в университетской и детской больницах Оклахомы. На кафедре медицины Медицинского колледжа Университета Оклахомы занимал должность заведующего отделением эндокринологии и помощника декана.
Тёрнер участвовал в создании нескольких эндокринологических журналов, а также в развитии научных исследований и последипломного образования по своей специальности. В течение многих лет Генри был секретарём и президентом Общества по изучению внутренней секреции. Эта организация развивалась и обрела научную респектабельность, став Эндокринным обществом. В 1935—1945 годах в журнале Endocrinology было напечатано пять статей Тёрнера, в 1956—1969 годах в The Journal of Clinical Endocrinology & Metabolism — шесть.

#### Публикации

##### Статьи
- Henry H. Turner. Diabetes Insipidus: Treatment with Intermedin and Pitmelanin (англ.) // Endocrinology[англ.] : журнал. — 1935. — 1 May (vol. 19, iss. 3). — P. 275—283. — ISSN 0013-7227. — doi:10.1210/endo-19-3-275.
- Henry H. Turner. A syndrome of infantilism, congenital webbed neck and cubitus valgus (англ.) // Endocrinology[англ.] : журнал. — Оклахома-Сити, 1938. — 1 November (vol. 23, no. 5). — P. 566—574. — doi:10.1210/endo-23-5-566.
- Henry H. Turner. The Clinical Use of Synthetic Male Sex Hormone (англ.) // Endocrinology[англ.] : журнал. — 1939. — 1 June (vol. 24, iss. 6). — P. 763—773. — ISSN 0013-7227. — doi:10.1210/endo-24-6-763.
- Henry H. Turner, Ernest Lachmann, Arthur A. Hellbaum. Effect of testosterone propionate on bone growth and skeletal maturation of normal and castrated male rats (англ.) // Endocrinology[англ.] : журнал. — 1941. — 1 September (vol. 29, iss. 3). — P. 425—429. — ISSN 0013-7227. — doi:10.1210/endo-29-3-425.
- Carl R. Moore[англ.], Henry H. Turner. ASSOCIATION NOTICE, ANNOUNCEMENT OF ANNUAL MEETING (англ.) // Endocrinology[англ.] : журнал. — 1945. — 1 January (vol. 36, iss. 1). — P. 76—76. — ISSN 0013-7227. — doi:10.1210/endo-36-1-76.
- H H TURNER. Endocrine problems of childhood (англ.) // Bulletin. Chicago Medical Society. — 1946. — 1 November (vol. 49, iss. 22). — P. 317—321. — PMID 20274002.
- H H TURNER. Fatigue states associated with endocrine disorders (англ.) // The Journal of the Oklahoma State Medical Association : журнал. — 1946. — 1 November (vol. 39, iss. 11). — P. 447—449. — ISSN 0030-1876. — PMID 21002469.
- H H TURNER. Present limitations of pituitary therapy (англ.) // Journal. Omaha Mid-west Clinical Society. — 1947. — 1 January (vol. 8, iss. 1). — P. 23—28. — PMID 20289862.
- H H TURNER. Clinical Applications Of Testosterone (исп.) // America clinica. — 1948. — 1 febrero (v. 12, fasc. 2). — P. 131—135. — PMID 18858391.
- H H TURNER. The endocrine aspects of gerontology (англ.) // Geriatrics. — 1949. — Mar-Apr (vol. 4, iss. 2). — P. 74—78. — ISSN 1936-5764. — PMID 18113690.
- Henry H. Turner, ed. Samuel Soskin. Ovarian Agenesis and Rudimentary Ovaries (англ.) // Progress in Clinical Endocrinology. — 1950.
- H H TURNER. Male hypogonadism and infertility (англ.) // The Journal of the Kentucky State Medical Association. — 1952. — May (vol. 50, iss. 8). — P. 317—320. — PMID 12981346.
- EDWARD C. REIFENSTEIN, R. PALMER HOWARD, HENRY H. TURNER, BURTON S. LOWRIMORE. Studies comparing the effects of certain testosterone esters in man (англ.) // Journal of the American Geriatrics Society[англ.]. — 1954. — May (vol. 2, iss. 5). — P. 293—298. — ISSN 1532-5415. — doi:10.1111/j.1532-5415.1954.tb00207.x. — PMID 13162731.
- Henry H. Turner, Robert B. Howard. Goiter from prolonged ingestion of iodide (англ.) // The Journal of Clinical Endocrinology & Metabolism[англ.] : журнал. — 1956. — January (vol. 16, iss. 1). — P. 141—145. — ISSN 0021-972X. — doi:10.1210/jcem-16-1-141. — PMID 13278389.
- Henry H. Turner. THE 1956 ANNUAL MEETING (англ.) // The Journal of Clinical Endocrinology & Metabolism[англ.] : журнал. — 1956. — May (vol. 16, iss. 5). — P. 696—698. — ISSN 0021-972X. — doi:10.1210/jcem-16-5-696.
- Henry H. Turner. THE 1956 ANNUAL MEETING (англ.) // The Journal of Clinical Endocrinology & Metabolism[англ.]. — 1956. — June (vol. 16, iss. 6). — P. 834—836. — ISSN 0021-972X. — doi:10.1210/jcem-16-6-834.
- TURNER HH. Goiter induced by iodide in children. (англ.) // Southern Medical Journal[англ.] : журнал. — 1956. — 1 December (vol. 49, no. 12). — P. 1443—1451. — doi:10.1097/00007611-195612000-00009. — PMID 13380603.
- Henry H. Turner. THE 1960 ANNUAL MEETING (англ.) // The Journal of Clinical Endocrinology & Metabolism[англ.]. — 1959. — July (vol. 19, iss. 7). — P. 864—866. — ISSN 0021-972X. — doi:10.1210/jcem-19-7-864.
- A PAREDES, H H TURNER, J ZANARTU. Psychologic study of identical twins with ovarian dysgenesis (англ.) // The Journal of Nervous and Mental Disease[англ.]. — 1962. — January (vol. 134). — P. 28—33. — ISSN 1539-736X. — PMID 14483820.
- Henry H. Turner, Juan Zanartu. Ovarian Dysgenesis in Identical Twins: Discrepancy between Nuclear Chromatin Pattern in Somatic Cells and in Blood Cells (англ.) // The Journal of Clinical Endocrinology & Metabolism[англ.] : журнал. — 1962. — 1 June (vol. 22, no. 6). — P. 660—665. — doi:10.1210/jcem-22-6-660.
- H. H. TURNER, R. B. GREENBLATT, H. DOMINGUEZ. Syndrome of gonadal dysgenesis and abdominal testis with an XO/XY chromosome mosaicism (англ.) // The Journal of Clinical Endocrinology and Metabolism[англ.]. — 1963. — July (vol. 23, iss. 7). — P. 709—716. — ISSN 1945-7197. — doi:10.1210/jcem-23-7-709. — PMID 13994895.
- Henry H. Turner, John A. Zanartu, Warren O. Nelson. Effect of Chorionic Gonadotropin Therapy on Fertility in Males with Scrotal Testes (англ.) // Fertility and Sterility[англ.]. — 1964. — January (vol. 15, iss. 1). — P. 24—34. — ISSN 1556-5653. — doi:10.1016/s0015-0282(16)35104-4. — PMID 14105090.
- Howard W. Jonesa, Henry H. Turner, Malcolm A. Ferguson-Smith. Turner's Syndrome and phenotype (англ.) // Lancet. — London, 1966. — 21 May (vol. 287, iss. 7447). — P. 1155. — ISSN 1474-547X. — doi:10.1016/s0140-6736(66)91169-x. — PMID 4160870.
- Henry H. Turner. The Presidential Address to The Endocrine Society—1968 (англ.) // The Journal of Clinical Endocrinology & Metabolism[англ.]. — 1969. — February (vol. 29, iss. 2). — P. 290—292. — ISSN 0021-972X. — doi:10.1210/jcem-29-2-290. — PMID 4884889.

##### Книги
- Henry H. Turner. Diseases of the Endocrine Glands (англ.). — D. Appleton-Century, 1941. — 79 p.[сомнительно]
- Henry H. Turner. The clinical use of testosterone (англ.). — Springfield: Charles C. Thomas, 1950. — 77 p. — (American lectures in endocrinology).[8]

### Смерть
Был заядлым курильщиком сигарет, что связывают с развившимся у него раком лёгкого, от которого в итоге Генри умер в Оклахома-Сити, штат Оклахома, в 1970 году, за 24 дня до своего 78-летия.

## Личная жизнь
Отличался остроумием. 28 июля 1923 года женился на Фрэнсис Балкли, родившей двоих детей: Мэриан Фрэнсис Тёрнер и Элис Энн Тёрнер.

## Признание
Генри добился международной славы и выдающихся результатов, в связи с чем его имя увековечено в медицинских эпонимах:
- Синдром Шерешевского — Тёрнера (Синдром Морганьи — Тёрнера — Олбрайта, синдром Ульриха — Тёрнера, синдром Тёрнера),
- Полисиндром Тёрнера и монголизма.

В Фонде медицинских исследований Оклахомы имеется радиоизотопная лаборатория Генри Х. Тёрнера. Тёрнер включён в список выдающихся врачей по версии Marquis Who’s Who.